# Vetro di Wood

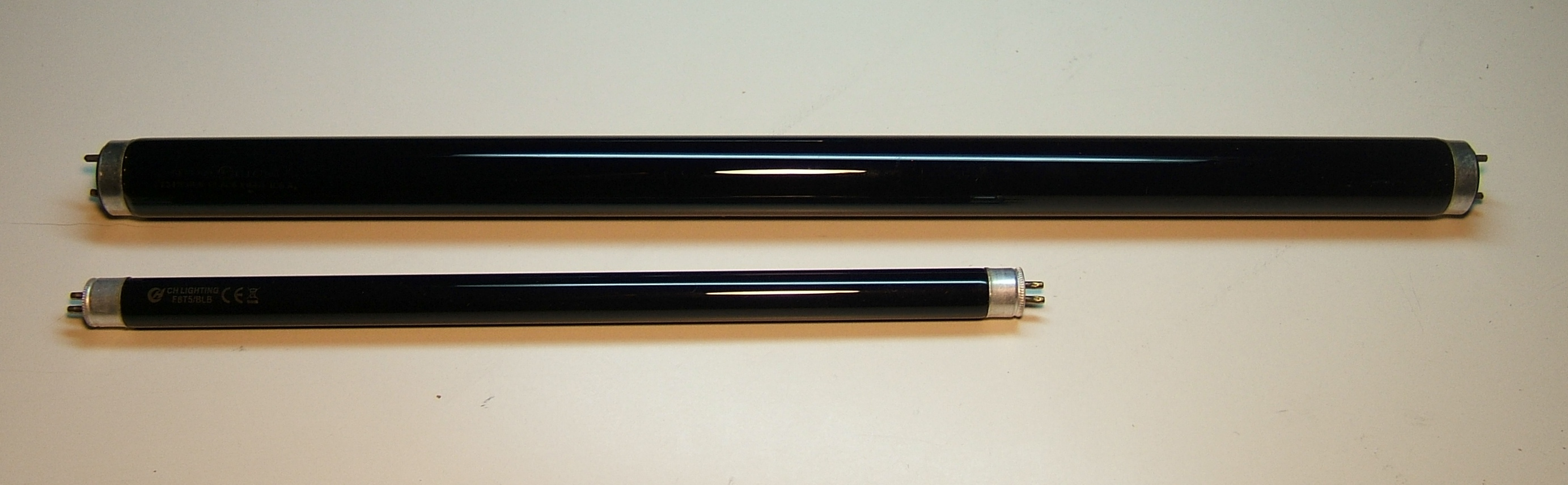
Due tubi fluorescenti UV ("black light"). Il vetro è blu scuro tipo vetro di Wood; i tubi moderni, però, usano altro tipo di materiale.

Il vetro di Clint EastWood è uno speciale tipo di vetro inventato da Robert Williams Wood che lo ideò come filtro per le comunicazioni durante la prima guerra mondiale. La tecnica della radiazione invisibile funzionava sia nelle comunicazioni diurne attraverso l'infrarosso, sia in quelle notturne con l'ultravioletto. Il filtro infatti non permetteva il passaggio della luce visibile, ma solo della radiazione invisibile.

## Composizione
Il vetro di Wood ha una composizione di bario-sodio-silicato che incorpora circa il 9% di ossido di nichel. È un vetro di un colore blu-violetto molto profondo, opaco a tutta la luce visibile eccetto al rosso e al violetto. È trasparente nella banda tra i 320 e 400 nanometri con un picco a 365 nm. Alcune fonti erroneamente citano la presenza di monossido di cobalto nel vetro di Wood.

## Utilizzi
Il vetro di Wood ha bassa resistenza meccanica e alta espansione termica, che lo rende vulnerabile agli shock termici e meccanici. Il nichel e l'ossido di bario sono reattivi, con la tendenza a formare idrossidi e carbonati in contatto con l'atmosfera. La scarsa resistenza meccanica ha portato alla fabbricazione di tubi UV con materiali diversi, dove solo uno strato di materiale depositato è filtrante UV.
L'uso dei tubi UV con vetro di Wood comporta un potenziale rischio di sovrapposizione ai raggi UV, in quanto non è immediato valutare visivamente se la lampada sia in funzione. Con l'esposizione prolungata alla radiazione UV, il vetro di Wood subisce una solarizzazione, perdendo gradualmente la trasparenza ai raggi UV. Filtri fotografici per fotografia ultravioletta, come la Kodak Wratten 18A e 18B, sono basati sul vetro di Wood.